# 鉄道運行計画
鉄道運行計画（てつどううんこうけいかく）では、鉄道における列車の運行計画を定める方法について説明する。

## 概要
自動車と異なり、公共交通機関では通常あらかじめ運行計画が定められている。これはバスや航空機、船などでも同様であるが、鉄道では車両の移動が線路で規定される1次元方向に限られる点が異なる。運転士の制御で進路を変更できないため、他の列車との競合を回避して円滑な運行を実現するためにはより綿密な運行計画が必要とされる。

## 運行計画の種類
鉄道運行計画においては、主に下記の4つの計画が定められている。

### 列車計画
運行計画において最も基本となる、列車が何時にどの駅からどの駅へ走るのかを定めた計画である。時間距離ダイアグラム（Time–distance diagram）を用いて作成することから列車ダイヤと呼ぶことが多い。しばしば鉄道運行計画全体を列車ダイヤと呼ぶこともある。ただし、ダイヤ、あるいはダイヤグラムという言葉を列車の運行計画（スケジュール）として用いるのは日本固有であり、英語のダイアグラム（diagram）にはグラフ・図表としての意味しかない。
列車計画では、列車ごとに以下の情報を定める。
- 列車番号
- 編成（車両形式・両数）
- 運転区間および経路
- 停車駅および各駅の着発時刻（または通過時刻）、使用番線
- 速度種別

### 車両運用計画
列車計画で定められた列車に対して、具体的な車両の割り当てを定めた計画である。列車計画では編成の種類のみが考慮されており、同一種類の編成を複数所有している場合はどの編成を割り当てるかここで決定する。折返しの関係上列車計画と密接に関係するため、列車計画と並行して作成される場合が多い。JRにおいては、車両運用はしばしば A運用と呼ばれる。
同一の編成が割り当てられて走行する一連の列車の組み合わせを行路または仕業（しぎょう）と呼ぶ。車両運用計画ではまず行路を定め、各行路に実際の編成を割り当てていく。車両は定期的に車両基地で検査や清掃を受ける必要があるため、編成の行路への割り当ては日によって変化する。このため行路を定めることを車両運用計画、行路に編成を割り当てることを車両充当計画と呼んで区別することもある。編成へ行路を割り当てる順番のことを交番と呼ぶ。
車両運用計画では行路ごとに以下の情報を定め、さらに運用番号に対して担当する編成の番号を毎日割り当てる。
- 運用番号
- その運用が担当する列車
- 検査・清掃計画

### 乗務員運用計画
列車計画で定められた列車に対して、運転士と車掌およびその他の乗務員の割り当てを定めた計画である。計画の性質は車両運用計画と類似し、同一の運転士・車掌が担当する一連の列車の組み合わせを行路（仕業）、その割り当ての順番を交番と呼ぶ。また乗務員運用計画および乗務員充当計画を区別することがあるのも同様である。
乗務員運用計画では行路ごと運用番号およびその運用が担当する列車、さらに運用番号に対して担当する乗務員を毎日割り当てる。JRにおいては、しばしば運転士の運用をB運用、車掌の運用をC運用と呼ぶ。かつては乗務員運用をB運用とし、C運用は機関助士運用であった時期もあった。
なお、車両運用計画では編成の過不足が生じた時には新たな列車を設定して編成を回送する必要があるのに対し、乗務員は他の列車で移動できる点が異なる。他の乗務員が担当している列車で移動のみを行うことを便乗と呼ぶ。

### 構内作業計画
運行を終えた列車が別の列車となる際、到着番線と出発番線が異なる場合は番線間を移動する必要があり、待ち時間が長ければ、他の列車の運行に支障しないよう側線に収容される場合もある。また列車の増解結や、検査（点検）、清掃といった作業が必要となる場合もある。これらは全て営業列車や構内で移動している他の車両と競合しないよう設定しなければならない。そのため、個々の駅について構内の作業計画を予め定めることになる。
車両基地においても同様であり、本線との間で列車計画によって定められた時刻に列車を授受しなければならない。定められた時間内に基地内での移動や検査・清掃といった作業を終えるため、やはり作業計画が必要となる。
駅や車両基地における構内の移動と作業の計画を総称して構内作業計画と呼び、構内における車両の移動を入換（いれかえ）と呼ぶ。なお、日本では列車を「停車場外の線路を運転させる目的で組成された車両」と定めている。「車両」と「列車」は鉄道部内では厳密に区別されており、構内作業計画で扱う対象は車両となる。
構内作業計画では駅または車両基地ごとに以下の情報を定める。
- 入換対象車両および担当運転士
- 入換時刻および進路
- 作業時刻、場所および担当者

## 運行計画の策定
一般に鉄道運行計画は、列車計画→車両運用計画→構内作業計画→乗務員運用計画の順で定められる。まず車両運用計画を立てる対象となる列車計画、続いて構内作業計画を立てるために必要な車両運用計画が作られる。構内作業計画で決まる入換を実際に担当するのは運転士であるので、乗務員運用計画は最後に決定される。
しかし車両運用計画を考える際に編成の過不足が発生する場合は列車計画に戻って回送列車の設定を行う必要があり、同様に構内作業計画や乗務員運用計画に不都合が生じれば前段階に戻ってやり直す。したがって現実には順序どおり計画が立てられることはなく、各段階の担当者の間で細かく調整が繰り返されながら同時並行的に計画作業が行われることになる。
路線網が広範囲に渡る場合は、地域別に分担して運行計画を作成することが多い。このとき相互に関連する地域間で担当者が打ち合わせて運行計画を作成することは手間と時間のかかる作業となる。さらに異なる事業者に乗り入れる場合も、担当者間で綿密な打ち合わせが必要となる。地域別に分割して計画作成を行う場合は、まず乗り入れを行う列車の境界駅での時刻を決め、それを軸に各地域内の運行計画を作成するという手段がよく用いられる。
ヨーロッパのように国際列車が多国間を結んで運行されている場合にはさらに難しい問題となる。この場合も長距離列車を中心に国際列車の時刻を全体の会議などで打ち合わせて決定した上で、国内のローカル列車の時刻をそれぞれで決定していくという作業になる。乗務員が国境駅で交代することが多いのは乗務員運用計画を国別に分割できるようになるためであるし、機関車が客車を牽引する形態の列車が多いのは、同様に機関車の運用を国別に分割できるためである。もちろん機関車を交換するのは国別に異なる電化方式や信号システムの影響も大きい。
日本では、列車計画と車両運用計画は本社や支社の運行計画担当者が、乗務員運用計画は乗務員所属区所が、構内作業計画は駅や車両基地の担当者が、それぞれ計画を作成することが多い。

## 運行計画の実行
運行計画の実行は以下の3つの段階に分けられる。

### 基本計画
ダイヤ改正の時に作成される運行計画である。臨時列車の運行計画は含まないが、あらかじめ運行を見込んだ計画になっていることが多い。平日と休日でダイヤが変わる路線では両方を計画しておく。

### 実施計画
基本計画を元に、日々の運行計画を作成したものが実施計画である。日を限って運行される臨時列車や特殊列車があるため、鉄道の運行計画は日々変化しているといってもよい。こうした運行日が限定される列車を加え、その影響を受ける定期列車の時刻を変更して作成した運行計画が実際に実施される。
ファクシミリなどの情報機器が登場する以前に実施計画を確実で簡便に伝達するために、基本計画に対する差分だけを記述した運転報を関係各所に配布する方式が考案され、現在も用いられていることが多い。しかし、運転報を元に基本計画に加える変更を判断し、各所で自分に関係する情報を抜粋するという作業が必要となる。こうした問題は情報機器の利用によって解決されつつある。

### 変更計画
実際の列車の運行は事故や災害により乱れることが少なくない。このため実際に列車を運行しながら状況に応じて計画を変更する必要がある。この計画のことを変更計画といい、変更計画を作成する業務のことを運転整理と呼ぶ。
基本計画と実施計画は事前に十分な時間をかけて準備できるが、変更計画は実際に走っている列車を相手に、不確実な情報と限られた時間で迅速に定めなければならず、非常に制約が厳しい。

## 運行計画のシステム化
鉄道運行計画は非常に複雑な業務であり、以前からコンピュータによる支援、システム化の研究が行われてきた。時間帯ごとの列車本数、および災害・事故等による突発的な運行障害の対処は高度に戦略的な判断となるため自動化は難しいが、始発駅および終着駅の時刻をもとにした自動的な按分による時刻の決定、不整合が起きている箇所の検出といった単純作業では大きな威力を発揮する。
こうした利点がありながらも、以下のような理由から鉄道運行計画業務のシステム化は遅れていた。しかし、近年は徐々にシステム化が進展しつつある。
計算機の能力鉄道運行計画に付随するデータの量は膨大であり、以前はそうしたデータを現実的に取扱う能力を持つハードウェアがなかった。またマンマシンインタフェースを設計する上で画面にダイヤ図を表示することは欠かせないが、迅速に表示して滑らかにスクロールさせるために必要なグラフィックス性能も近年まで得られなかった。
データの収集運行計画を作成する上では様々な情報が必要であるが、データベースの形で整理されているものは少ない。乗換駅で乗客が階段を渡らずに済むためにはどの番線を使用すればよいか、運転士の昼食休憩はどの駅で設定するのが望ましいか、といった些細だが配慮が必要な情報が多く、そうした情報はしばしば計画担当者の暗黙知となっており、明文化されていない。データベースを作成し現状の変化に応じてメンテナンスする作業は膨大なものである。またバスとの接続や駅付近での大規模イベント開催など、鉄道会社の管轄外の情報が影響することもある。
評価尺度運行計画の評価は極めて主観的であり、コンピュータにより定量的に評価することが難しい。
全ての計画をシステム化しないと効果がない前述したように運行計画を構成する各種の計画やその段階は相互に関連しており、部分的にシステム化されてもマンマシンインタフェースに関わる作業が生じてしまいシステム化のメリットが出ない。システム化の効果は全ての運行計画関連作業がオンライン化されないと発揮されない。